# ناحية بداما
ناحية بداما إحدى نواحي سوريا تتبع إداريّاً لمحافظة إدلب منطقة جسر الشغور ومركزها مدينة بداما، بلغ تعداد سكان الناحية 18,501 نسمة حسب التعداد السكاني لعام 2004.

## بلدات وقرى ناحية بداما
أرملا، بداما، بكسريا، عين البيضا، حنبوشية، خربة الجوز، الكندة، مرعند، الناجية، الرملية، الشاتورية، تفاحية، اليونسية، شيخ سنديان تحتاني.